# ラ・フォル・ジュルネ

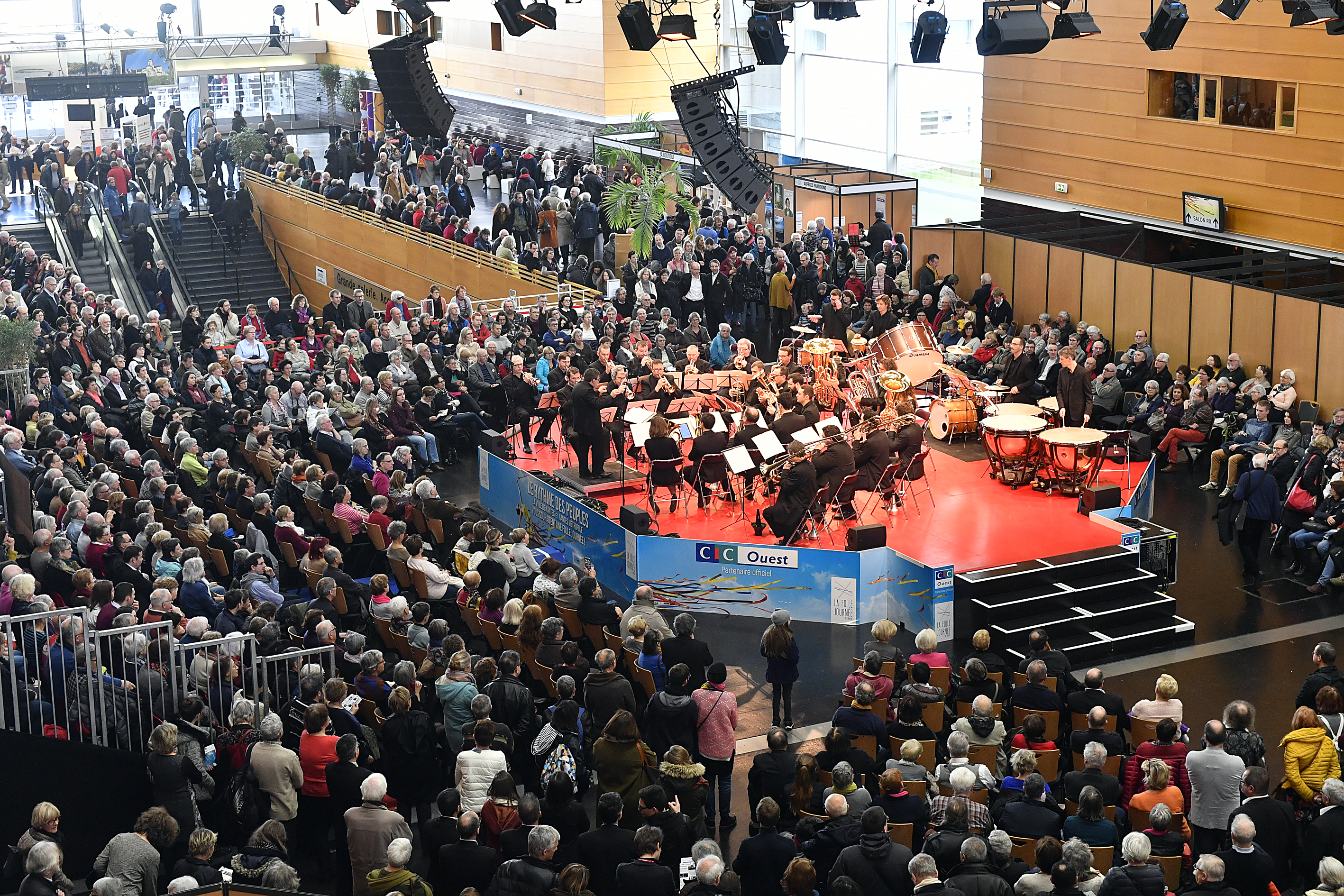
2017年2月のラ・フォル・ジュルネの様子

ラ・フォル・ジュルネ（フランス語: La Folle Journée, 略してLFJ）は、フランスのナントで年に一度開催されるフランス最大級のクラシック音楽の祭典。日本ではそのまま訳して「熱狂の日」音楽祭とも呼ばれる。
1995年に創設され、創設者であるルネ・マルタンが芸術監督を務めている。

## 名前の由来
「ラ・フォル・ジュルネ」の名称は、フランスの劇作家ボーマルシェの戯曲「フィガロの結婚」の正式名称である『狂おしき一日、あるいはフィガロの結婚』（La Folle journée, ou le Mariage de Figaro）にちなむ。1784年に発表されたこの戯曲が当時の世間にとって革命的な作品であったことから、マルタンは、従来のクラシック・コンサートに対する人々の価値観を転換することを目標とするこの音楽祭の名に採用したという。また、戯曲を元にモーツァルトによってオペラ化された「フィガロの結婚」は、最初のラ・フォル・ジュルネ音楽祭のプログラムでも取り上げられた。

## 概要
毎年1月下旬から2月上旬頃にかけての5日間、会場となるナント国際会議場（シテ・デ・コングレ）にある8つのホールで朝9時から夜11時までの間、数多くの短時間コンサートが一斉に開催される。年ごとに音楽祭のテーマやジャンルが指定され、世界中から一流の音楽家を迎えて行われる。「一流の演奏を低料金で提供することによって、明日のクラシック音楽を支える新しい聴衆を開拓したい」とのマルタンの思いから、それぞれのコンサート1回の入場料は5～22ユーロとやや低廉な設定であり、クラシック初心者でも気軽に音楽祭を楽しめるようになっている。
コンサート・チケットの価格を安く抑えつつも、国際的に名声のある音楽家を次々と招くことができるのは、多数の一般投資家たちの尽力によるものである。また、周辺の公共交通機関もチケット購入者向けのシャトル便を出したり、割安な鉄道回数券を発売するなどしている。
1995年に赤字運営で始まり、8年経った2003年にようやく黒字に転換。その後は予想以上の発展を遂げた。1995年当時、180人の演奏者による35公演で観客動員数が2万5,000人だったのに対し、2006年には1,800人の演奏者を迎えて250公演が催され、11万2,000人の観客を呼び込むまでになった。
また、2002年からはラ・フォル・ジュルネの開催される前の週に、シテ・デ・コングレの周辺でもコンサートが行われるようになった。
こうしたナントでの音楽祭の成功を受けて、ポルトガルのリスボン（2000年～2006年）、スペインのビルバオ（2002年～）、日本の東京（2005年～）、金沢（2008年～2016年）、新潟（2010年～2017年）、大津（2010年～2017年）、鳥栖（2011年～2013年）、ブラジルのリオデジャネイロ（2007年～）、ポーランドのワルシャワ（2010年）など、世界各地で「ラ・フォル・ジュルネ」の名を冠した音楽祭が行われている。

## 各年のテーマ
- 1995年：モーツァルト
- 1996年：ベートーヴェン
- 1997年：シューベルト生誕200年記念
- 1998年：ブラームス
- 1999年：《ヘクトル・ガブリエル・マウリキウス》：1830年～1930年代のフランスの作曲家。ベルリオーズ、フォーレ、ラヴェル、ドビュッシー、サン＝サーンス、フランク、ラロ、メシアン
- 2000年：J.S.バッハ没後250年
- 2001年：《熱狂の日 イヴァン・イリイチ》（La folle journée d'Ivan Illitch）：1850年～現代のロシアの作曲家。チャイコフスキー、プロコフィエフ、スクリャービン、ムソルグスキー、ストラヴィンスキー、ショスタコーヴィチ
- 2002年：モーツァルトとハイドン
- 2003年：《イタリアのバロック》（Le baroque italien）：モンテベルディとビバルディ
- 2004年：《1810年 ロマン派音楽時代》（Génération romantique de 1810）：ショパン、リスト、シューマン、メンデルスゾーン
- 2005年：《ベートーヴェンと仲間たち》（Beethoven et ses amis）：サリエリ、ヴェーバー、ケルビーニ、ディアベリ
- 2006年：《国々のハーモニー》（L'Harmonie des Nations）：1650年～1750年代
- 2007年：《民族のハーモニー》（L'harmonie des peuples）：1860年～1950年代
- 2008年：《シューベルト その生涯と境遇》（Schubert dans tous ses états）
- 2009年：《シュッツからバッハまで》（De Schütz à Bach）：ドイツのバロック
- 2010年：《ショパンの宇宙（L'Univers de Chopin）
- 2011年：《後期ロマン主義》巨人たち、ブラームスとシュトラウス（Les Titans de Brahms à Strauss）：リスト、ブラームス、マーラー、リヒャルト・シュトラウス、シェーンベルク
- 2012年：《サクル・リュス（ロシアの祭典）》（Le Sacre Russe）：ストラヴィンスキーやスクリャービンをはじめ、ラフマニノフ、プロコフィエフ、ショスタコーヴィチ、チャイコフスキーなど、ロシアの大作曲家たち。
- 2013年：《パリ、至福の時》（L'heure exquise）：19世紀後半から現代まで、パリを彩ったフランス、スペインの作曲家たち。：ファリャ、フォーレ、ラヴェル、ドビュッシー、サン＝サーンス、ピエール・ブーレーズ、デュカス、ロドリーゴなど。
- 2014年：《峡谷の星達》（Des canyons aux étoiles）：20世紀アメリカの音楽家達。ジョージ・ガーシュウィン、ジョン・ウィリアムズ、レナード・バーンスタインなど。
- 2015年：《魂と心の情熱》（Passions de l'âme et du cœur）：バロック時代からの横断テーマとしての情熱
- 2016年：《自然》（La nature）
- 2017年：《民族のリズム》（Le Rythme des Peuples）
- 2018年：《新しい世界》（Un Monde nouveau）
- 2019年：《旅から生まれた物語》（Carnets de voyage）
- 2020年：ベートーヴェン生誕250周年記念
- 2021年：《光と優雅さ》（La lumière et la grâce）：バッハとモーツァルト
- 2022年：《旅人シューベルト》（Schubert, le voyageur）
- 2023年：《夜への頌歌》（Ode à la nuit）